# Susanne Spahn
Susanne Spahn ist eine deutsche Journalistin, Politologin und Osteuropa-Historikerin.

## Biografie
Susanne Spahn studierte osteuropäische Geschichte, Slawistik und Politikwissenschaft an den Universitäten St. Petersburg und Köln und wurde 2010 an der Universität zu Köln mit der Arbeit „Staatliche Unabhängigkeit – das Ende der ostslawischen Gemeinschaft? Die Außenpolitik Russlands gegenüber der Ukraine und Belarus seit 1991.“ promoviert. Ausgebildet wurde sie Angaben des vom Netzwerk für Osteuropa-Berichterstattung herausgegebenen Osteuropa-Magazins zufolge bei der Süddeutschen Zeitung.
Seit dem Start der russischen Auslandsmedien RT und Sputnik in Berlin 2014 schreibt Spahn Analysen über die Berichterstattung und Desinformation.
Sie zählt zu den Unterzeichnern des Gegenaufrufs zum Appell für eine andere Russlandpolitik. Gegen die „Fürsprecher Putins“ in den deutschen Medien erhob sie schwere Vorwürfe. Die Berichterstattung russischer Staatsmedien zum Ukrainekrieg werde ihr zufolge durch „Falschdarstellungen und Geschichtsklitterung“ dominiert.
2016 veröffentlichte Spahn eine Studie zum Ukraine-Bild in Deutschland und der Rolle der russischen Medien.
Susanne Spahn arbeitete 2017 in einem Projekt der London School of Economics und dem Institute for Strategic Dialogue zur Beobachtung der internationalen Einflussnahme auf die Bundestagswahlen 2017, der Bericht erschien auf Deutsch und Englisch.
Spahn untersuchte in drei Publikationen für die Friedrich-Naumann-Stiftung das Mediennetzwerk Russlands und dokumentierte Beispiele für die verzerrte Berichterstattung und Desinformation, unter anderem zur Bundestagswahl 2021.
Im Jahr 2021 schrieb Spahn für die Abgeordnete des Europäischen Parlaments Viola von Cramon eine Studie über die russische Kampagne zum Impfstoff Sputnik V.
Zum Russisch-Ukrainischen Krieg erschien von ihr die Analyse der Narrative und Desinformation der russischen Medien in Deutschland und Russland.
2023 publizierte Spahn eine Studie über den russischen Auslandssender RT DE und seine Verbindungen zu den „alternativen“ Medien.
Susanne Spahn lebt in Berlin.

## Publikationen (Auswahl)
- Die Außenpolitik Rußlands gegenüber der Ukraine und Weißrußland von 1991 bis 1998. Studien zur Geschichte Ost- und Ostmitteleuropas, Bd. 1. Herne: Schäfer, 2000
- Staatliche Unabhängigkeit – das Ende der ostslawischen Gemeinschaft?: Die Außenpolitik Russlands gegenüber der Ukraine und Belarus seit 1991. Beiträge zur Geschichte des östlichen Europa, Bd. 19, Verlag Dr. Kovač,  Hamburg 2011 (Dissertation, Universität Köln, 2010)
- (Mitarbeit) Die Russland-Krise / Susanne Spahn; Margarete Klein; Kristian Pester; Benno Ennker; Jens Siegert. Freie Universität Berlin / Osteuropa-Institut. Deutsche Gesellschaft für Osteuropakunde e.V. Forschungsstelle Osteuropa an der Universität Bremen. In: Russland-Analysen, Bd. 12, Nr. 273, 1–32, 2014
- Das Ukraine-Bild in Deutschland. Verlag Dr. Kovač,  Hamburg 2016
- Analyse: Das Ukraine-Bild in Deutschland. Bundeszentrale für politische Bildung, 6. Juni 2016 (PDF)
- Роль российских СМИ в формировании немецкого образа Украины: Как Кремль влияет на общественное мнение в Германии in: Forum für osteuropäische Ideen- und Zeitgeschichte/ Форум новейшей восточноевропейской истории и культуры, 1/2016. Übersetzt von Zhanna Mylogorodska
- Institute for Strategic Dialogue, Institute of Global Affairs (Hg.): „Make Germany great again“. Der Kreml, die Alt-Right und die internationale Einflussnahme auf die Bundestagswahlen 2017. London 2017
- Ukraine in the Russian Mass Media: Germany as an example of Russian information policy. in: Beichelt, Timm, Worschech, Susann (Hg.): Transnational Ukraine? Networks and Ties that influence(d) Contemporary Ukraine. Stuttgart 2017, S. 179–202
- Russische Medien in Deutschland. Unabhängiger Journalismus oder politisches Instrument? Friedrich-Naumann-Stiftung, Potsdam März 2018 (PDF deutsch, PDF russ.).
- Russische Medien: Eine Waffe im Informationskrieg. Zentrum Liberale Moderne, 15. November 2018 (PDF)
- Russische Medien in Deutschland. Wie der russische Informationskrieg und Desinformation Einfluss auf Deutschland ausüben. Friedrich-Naumann-Stiftung, Potsdam 2020
- Der Impfstoff Sputnik V – ein internationaler Erfolg Russlands? Eine Untersuchung der Darstellung und Methoden der Desinformation in den russischen Staatsmedien RT und Sputnik/SNA an den Beispielen Deutschland, Frankreich, Großbritannien, Serbien, Slowakei und Kasachstan. Brüssel 2021
- Russische Medien in Deutschland. Die Bundestagswahlen 2021 – Zwischen Einflussnahme und Desinformation. Friedrich-Naumann-Stiftung, Potsdam 2022
- Nachrichten aus dem Kreml. Narrative russischer Medien zu Russlands Krieg gegen die Ukraine, Bundeszentrale für politische Bildung, 12. Januar 2023 (PDF)
- RT DE – Leitmedium der „Alternativmedien“ In: Gegneranalyse, Zentrum Liberale Moderne, Stand März 2023 (PDF)
- Russlands Narrative und Desinformation im Krieg gegen die Ukraine, in: Hansen, Stefan, Husieva, Olga, Frankenthal, Kira (Hrsg.): Russlands Angriffskrieg gegen die Ukraine. Baden-Baden 2023, S. 45–66 (PDF)
- Das Russland-Netzwerk. Wie ich zur Russland-Versteherin wurde und warum ich es heute nicht mehr sein kann. Frankfurter Allgemeine Buch 2024, ISBN 978-3-96251-204-0